# 三木市立障害者総合支援センターはばたきの丘
三木市立障害者総合支援センターはばたきの丘（みきしりつしょうがいしゃそうごうしせんせんたーはばたきのおか）は兵庫県三木市志染町青山にある福祉施設である。

## 概要

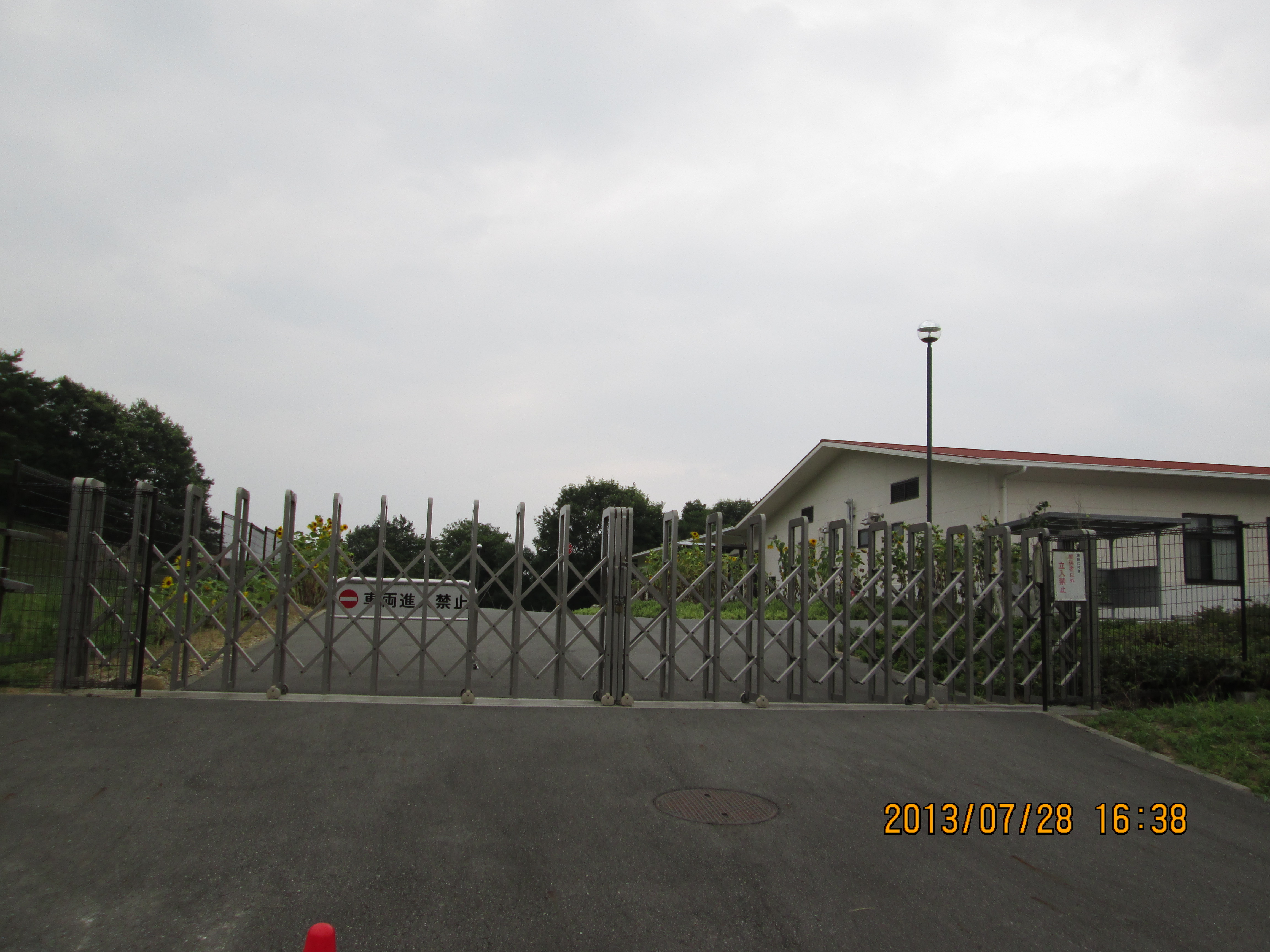
正門

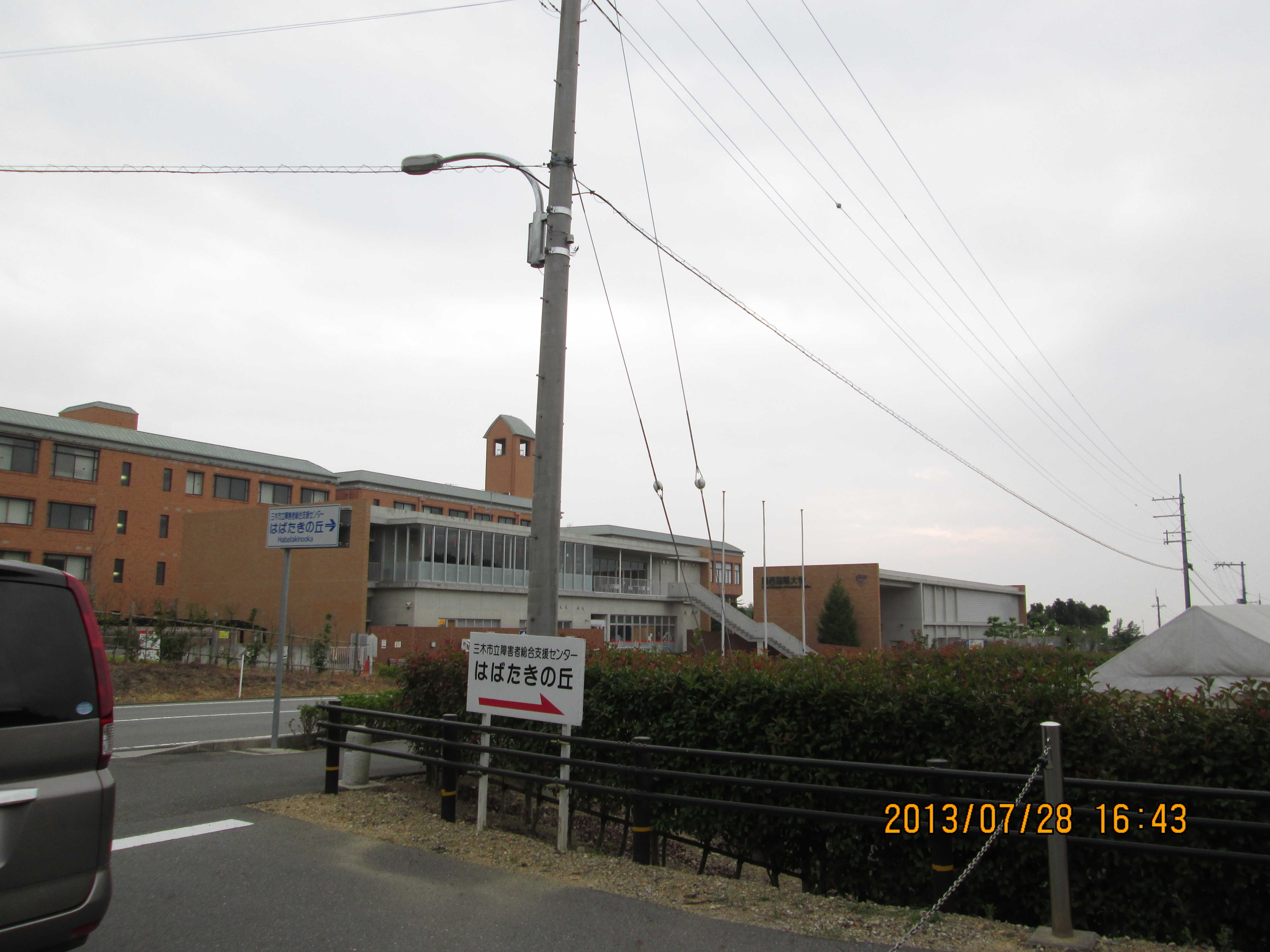
案内板

三木市が障碍者が自立した生活を支援していくことを目的として整備・設置している通所型の障害者福祉施設であり、三木市から指定管理を受け、三木市社会福祉協議会が運営している。

## 沿革
- 2009年（平成21年）4月5日 - 開所する。[5][2][3][4]

## 利用者

### 入所資格
- 18歳以上の療育手帳所持者。

### 利用者数
- 約30人

## 事業

### 運営事業

#### 障害福祉サービス
- 生活介護事業
- 自立訓練
- 就労支援継続B型

#### 地域生活支援事業
- 日中一時支援事業 - 2009年9月1日から開始し[6]、障害者の家族が病気や用事などの諸事情で一時的に介護が不可能である恐れの為に三木市・小野市・加東市・神戸市北区・同市西区・加古川市・三田市・加古郡稲美町に在住する身体・知的・精神障害者が利用できる事業である。
- 障害児入浴サービス - 2010年4月13日から開始し[7]、三木市に居住している家庭で入浴することが困難な障害者向けに実施している事業である[8]。

### 運営課題と対策
- 障害福祉サービス事業以外で障害者の居場所と交流が整備されていないことで地域交流の場を設けている。[9]

## 営業時間
- 12月29日から翌年の1月3日を除く平日の9時から17時まで[1]

## アクセス

### 自動車
- 山陽自動車道三木東インターチェンジから兵庫県道85号神戸加東線・兵庫県道83号平野三木線を経由し、約10分[1]

### 公共交通機関
- 神戸電鉄粟生線緑が丘駅、から6系統の神姫バス「関西国際大学前」に下車し、徒歩約5分[1]